# HarbourFront (metrostation)
HarbourFront is een metrostation, gelegen in de Aziatische stadstaat Singapore, onderdeel van het Mass Rapid Transit-netwerk. Het station wordt bediend door de North East Line en de Circle Line. HarbourFront ligt in het zuiden van Singapore, op loopafstand van het Singapore World Trade Center.
De Land Transport Authority van Singapore kondigde op 17 januari 2013 het project "Becoming a Full Circle" aan voor de Circle Line.  Gezien het om de zesde uitbreiding of fase van de lijn gaat, wordt het ook met CCL6 benoemd. Tegen 2025 poogt men de Circle Line tot een volledige cirkelvormige lus uit te breiden door de toevoeging in het zuiden van een traject nieuwe metrosporen met een lengte van 4 km waarmee de voorlopige terminussen HarbourFront en Marina Bay verbonden worden.